# 제71회 베를린 국제 영화제
제71회 베를린 국제 영화제는 2021년 3월 1일에 열린 시상식이다.

## 수상 및 후보

### 황금곰상
- 배드 럭 뱅잉 오어 루니 폰 - 라두 주데 수상

### 은곰상:심사위원대상
- 휠 오브 포춘 엔드 판타지 - 하마구치 류스케 수상

### 은곰상:심사위원상
- 미스터 바크먼 엔드 히스 클래스 - 마리아 스페트 수상

### 은곰상:감독상
- 내츄럴 라이트 - 데니스 나기 수상

### 은곰상:주연연기상
- 아임 유어 맨 - 마렌 에거트 수상

### 은곰상:조연연기상
- 포레스트 - 아이 씨 유 에브리웨어 - 릴라 키즐링거 수상

### 은곰상:각본상
- 인트로덕션 - 홍상수 수상

### 은곰상:예술공헌상
- 어 캅 무비 - 이브란 아솔드 수상

### 황금곰상:단편영화상
- 마이 엉클 튜더 - 올가 루코브니코바 수상

### 은곰상:단편영화상
- 데이 이즈 돈 - 장 다레이 수상

### 유럽단편영화상
- 이스터 에그스 - 니콜라 케펜 수상

### 엔카운터스:작품상
- 위 - 앨리스 디옵 수상

### 엔카운터스:심사위원 특별상
- 테이스트 - 레 바오 수상

### 엔카운터스:감독상
- 더 걸 엔드 더 스파이더 - 라몬 취르허 수상
- 소셜 하이진 - 드니 코테 수상

### 엔카운터스:감독상 특별언급
- 록 바텀 라이저 - 펀 실바 수상

### 작품상(제너레이션 K플러스): 경쟁부문
- 희미한 여름 - 한슈아이 수상

### 특별언급(제너레이션 K플러스): 경쟁부문
- 어 스쿨 인 본 힐 - 베타니아 캅파토 수상

### 작품상(제너레이션 14플러스): 경쟁부문
- 더 팜 - 프레드릭 발리프 수상

### 특별언급(제너레이션 14플러스): 경쟁부문
- 크립토주 - 대쉬 쇼 수상

### FIPRESCI상:경쟁부문
- 왓 두 위 씨 웬 위 룩 엣 더 스카이? - 알렉상드르 코베리제 수상

### FIPRESCI상:엔카운터스
- 더 걸 엔드 더 스파이더 - 라몬 취르허 수상

### FIPRESCI상:포럼
- 스키 - 만케 라 반카 수상

### FIPRESCI상:파노라마
- 브라더스 키퍼 - 페릿 카라한 수상

### 필름 프라이즈 오브 더 로버트 보쉬 스티프텅 포 인터네셔널 코퍼레이션 저머니 / 아랍 월드
- The Missing Planet - 마로안 오마라 외 1명 수상
- Nobody Wants the Night - 레미 이타니 수상

### 콤파뇽 펠로우쉽
- Der Arbeiter - Eliza Petkova 수상
- Wir waren Kumpel - Jonas Matauschek 외 1명 수상

### 아르테키노 국제상
- Who Killed Narciso - Marcelo Martinessi 수상

### VFF 탤런트 하이라이트상
- Tropical Gothic - Carlo Velayo 수상

### 유리메이지 프로덕션 발전상
- The Oblivion Theory - Incognito Films 외 1명 수상

### 디미트리 에피데스 발전상
- Dragons - 미구엘 안투네스 라모스 수상

### 디미트리 에피데스 발전상 특별언급
- The Two Mountains Weighing Down My Chest - 비브 리 수상

### 경쟁부문
- 드리프트 어웨이 - 자비에 보브와
- 배드 럭 뱅잉 오어 루니 폰 - 라두 주데
- 파비앙 - 고잉 투 더 독스 - 도미니크 그라프
- 발라드 오브 화이트 카우 - 베흐타시 사내에하 외 1명
- 휠 오브 포춘 엔드 판타지 - 하마구치 류스케
- 미스터 바크먼 엔드 히스 클래스 - 마리아 스페트
- 아임 유어 맨 - 마리아 슈라더
- 인트로덕션 - 홍상수
- 메모리 박스 - 조아나 하지토마스 외 1명
- 넥스트 도어 - 다니엘 브륄
- 어 캅 무비 - 알론소 루이즈팔라시오스
- 쁘티 마망 - 셀린 시아마
- 왓 두 위 씨 웬 위 룩 엣 더 스카이? - 알렉상드르 코베리제
- 포레스트 - 아이 씨 유 에브리웨어 - 베네덱 플리고프
- 내츄럴 라이트 - 데니스 나기

### 단편 경쟁부문
- 모토사이클스트 해피니스 원트 핏 인투 히즈 수트 - 가브리엘 허레라 토레스
- 더 맨 후 웨이트 - 츠엉민퀴
- 블래스토제네시스 X - 콘래드 베이트 외 1명
- 유어 스트리트 - 귀진 카르
- 이스터 에그스 - 니콜라 케펜
- 글리터링 바비블러드 - 울루 번
- 인터내셔널 던 코러스 데이 - 존 그레이슨
- 어 러브 송 인 스페니쉬 - 아나 엘레나 테헤라
- 어 프레젠트 라이트 - 디오고 코스타 아마란테
- 모어 해피니스 - 리비아 후앙
- 마이 엉클 튜더 - 올가 루코브니코바
- 원 헌드레드 스텝스 - 벤자민 데 부르카 외 1명
- 원 싸우전 엔드 원 어탬츠 투 비 언 오션 - 왕위얀
- 리허설 - 마이클 오모누아
- 영 하트 - 에밀리 반데나밀
- 스트레인지 오브젝트 - 미란다 펜넬
- 바딤 온 어 워크 - 사샤 스비르스키
- 윈도우 - 에드가 호르헤 바라릿
- 데이 이즈 돈 - 장 다레이
- 존더 미어 - 멜트세 반 콜리

### 독일영화전망
- 킵 무빙 - 살라 가지
- 인스트러덕션스 포 서바이벌 - 야나 우그렉헬리드제
- 지저스 에곤 크리스트 - 데이비드 바이다 외 1명
- 더 씨드 - 미아 메이어
- 웬 어 팜 고즈 어플레임 - 지드 톰 아킨레미누
- 우드 엔드 워터 - 조나스 박

### 엔카운터스
- 애즈 아이 원트 - 사마허 알카디
- 아조르 - 안드레아스 폰타나
- 더 베타 테스트 - 짐 커밍스 외 1명
- 블러드서커스 - 줄리안 라들마이어
- 더 걸 엔드 더 스파이더 - 라몬 취르허
- 소셜 하이진 - 드니 코테
- 디스트릭트 터미널 - 바르디아 야데가리 외 1명
- 문, 66 퀘스천스 - 자클린 렌트조
- 위 - 앨리스 디옵
- 록 바텀 라이저 - 펀 실바
- 더 스케어리 오브 식스티-퍼스트 - 다샤 네크라소바
- 테이스트 - 레 바오

### 포럼부문
- 프롬 웨어 데이 스투드 - 크리스토프 코넷
- 아남네시스 - 크리스 라이트 외 1명
- 자레브나 스케일링 - 율두스 박시지나
- 스키 - 만케 라 반카
- 더 퍼스트 54 이어스 - 언 어브레비에티드 매뉴얼 포 밀러터리 어큐페이션 - 아비 모그라비
- 나이트 널서리 - 모우무니 사누
- 인헤리턴스 - 에브라임 애실리
- 컴 히어 - 아노차 수위차콘퐁
- 저스트 어 무브먼트 - 빈센트 미슨
- 에인션트 소울 - 알바로 구레아
- 잭스 라이드 - 수사나 노브레
- 왓 윌 썸머 브링 - 이그나시오 세로이
- 어 리버 런스, 턴스, 이레이즈, 리플레이스 - 주성저
- 더 굿 우먼 오브 스촨 - 사브리나 자오
- Ste. 앤 - 레인 베르메트
- 테밍 더 가든 - 살로메 야시
- 더 루미너스 뷰 - 파브리지오 페라로

### 포럼 익스팬디드
- 13 웨이즈 오브 룩킹 엣 어 블랙버드 - 아나 베즈
- 애프터 라이프 팔로우드 바이 레드 임패스토 자 - 요나 키나
- 아호리타 프레임스 - 안젤리카 레비
- 올 오브 유어 스타스 아 벗 더스트 온 마이 슈즈 - 헤이그 애이바지안
- 오토트로피아 - 안톤 비도클
- 바이센테나리오 - 파블로 알바레즈-메사
- 블랙 바흐 아르차흐 - 아이린 아나스타스 외 1명
- 블랙 뷰티: 포 어 샤머닉 시네마 - 그레이스 디리투
- 퓨리 이즈 어 필링 투 - 신시아 비트
- 더 코스트 - 소흐랍 후라
- 더즈 후 두 낫 드로운 - 나엠 모하이에멘
- 카피타 - 페트나 은달리코 카톤돌로
- '레드필터가 철회됩니다.' - 김민정
- 로스트 온 어라이벌 - 에스더 폴락 외 1명
- 메이 준 줄라이 - 케빈 제롬 에버슨
- 메디신 엔드 매직 - 터자 장 컷핸드
- 업히블 - 월켓 분게
- 나이트 포 데이 - 에밀리 바르딜
- 플로이 - 프라팟 지와랑산
- 세븐 이어스 어라운드 더 나일 델타 - 샤리에프 조하이리
- 더 패스 이즈 메이드 바이 워킹 - 파울라 가이탄
- 더 송 오브 더 셔츠 - 커스틴 슈로에딩거
- 송스 오브 더 셔츠 - 커스틴 슈로에딩거
- 언더 더 화이트 마스크: 더 필름 댓 헤설츠 쿠드 해브 메이드 - 마티아스 드 그루프
- 보이스 엔드 쉘스 - 마야 슈바이처
- 더 웨이크 - 더 리빙 엔드 더 데드 앙상블
- 파더랜드 - 모리츠 시에버트
- 더 자마 자마 프로젝트 - 로살린드 모리스

### 파노라마
- 센서 - 프라노 배일리-본드
- 데스 오브 어 버진, 엔드 더 신 오브 낫 리빙 - 조지 피터 바바리
- 더티 페더스 - 카를로스 알폰소 코랄
- 젠더레이션 - 모니카 트루트
- 블리스 - 헨리카 컬
- 셀츠 - 밀리카 토모빅
- 휴먼 팩터스 - 로니 트록커
- 미구엘 워 - 엘리아네 라헵
- 올 아이즈 오프 미 - 하다스 벤 아로야
- 더 월드 애프터 어스 - 루다 벤 살라-카자나스
- 나이트 레이더스 - 다니스 고렛
- 노스 바이 커런트 - 안젤로 매드슨 미나스
- 브라더스 키퍼 - 페릿 카라한
- 수어드 - 에이텐 아민
- 테드 케이 - 토니 스톤
- 테오 엔드 더 메타모포시스 - 다미안 오둘
- 더 라스트 포레스트 - 루이스 볼로네지
- 나의 연인에게 - 앤 조라 베라치드
- 유코의 평형추 - 유지로 하루모토

### 레트로스펙티브
- 벨 오브 더 나인티 - 레오 맥커리
- 디자인 포 스캔들 - 노먼 터로그
- 에브리 데이즈 어 홀리데이 - A. 에드워드 서덜랜드
- 포스 어 크라우드 - 마이클 커티즈
- 고잉 투 타운 - 알렉산더 홀
- 고 웨스트 영 맨 - 헨리 헤서웨이
- 핸즈 어크로스 더 테이블 - 밋첼 레이슨
- 하이어드 와이프 - 윌리엄 A. 세이터
- 연인프라이데이 - 하워드 혹스
- 아임 노 앤젤 - 웨슬리 러글스
- 클론다이크 애니 - 라울 월쉬
- 레이디 바이 초이스 - 데이빗 버튼
- 스미스 부부 - 알프레드 히치콕
- 마이 리틀 치카디 - 에드워드 F. 클라인
- 마이 맨 갓프리 - 그레고리 라 카바
- 마이 시스터 에일린 - 알렉산더 홀
- 나이트 애프터 나이트 - 아치 마요
- 노 맨 오브 헐 오운 - 웨슬리 러글스
- 낫띵 새크리드 - 윌리엄 A. 웰먼
- 다이아몬드 릴 - 로웰 셔먼
- 테이크 어 레터, 달링 - 밋첼 레이슨
- 사랑이라 불리는 것 - 알렉산더 홀
- 사느냐 죽느냐 - 에른스트 루비치
- 트루 컨페션 - 웨슬리 러글스
- 뉴욕행 열차 20세기 - 하워드 혹스
- 정말 멋진 여자야! - 어빙 커밍스
- 여자들 - 조지 큐커

### 베를리날레 스페셜
- 베스트 셀러스 - 리나 로슬러
- 커리지 - 알리악세이 팔루얀
- 프렌치 엑시트 - 아자젤 제이콥스
- 쥬 쉬 칼 - 크리스찬 슈뵈초브
- 랭귀지 레슨스 - 나탈리 모랄레스
- 림보 - 정 바오루이
- 모리타니안 - 캐빈 맥도널드
- 포 루시오 - 피에트로 마르첼로
- 타이즈 - 팀 펠바움
- 티나 - 단 린지 외 1명
- 후 위 위어 - 마크 바우더

### 베를리날레 시리즈
- 어멍스트 맨 - 파블로 펜드릭
- 미 엔드 디 아더스 - 데이비드 스칼코
- 잇츠 어 신 - 피터 호어
- 더 라스트 데이즈 오브 길다 - 구스타보 피지
- 필리 D.A. - 테드 패슨 외 2명
- 스노우 엔젤스 - 안나 자크리손

### 제너레이션
- 빈스 - 트레이시 디어
- 크립토주 - 대쉬 쇼
- 애니 데이 나우 - 하미 라메잔
- 어 스쿨 인 본 힐 - 베타니아 캅파토
- 파이터 - 윤재호
- 프롬 더 와일드 씨 - 로빈 피터
- 희미한 여름 - 한슈아이
- 종착역 - 권민표 외 1명
- 라스트 데이즈 엣 씨 - 베니스 아티엔사
- 더 팜 - 프레드릭 발리프
- 미션 울자 펑크 - 바르바라 크로넨베르크
- 넬리 랩 - 몬스터 에이전트 - 아만다 아돌프슨
- 닌자베이비 - 잉빌드 스베 플리케
- 스톱-제밀라 - 카테리나 호르노스타이
- 더 화이트 포트리스 - 이고르 드랴차